# Миграция банту
Миграция банту — расселение чернокожих земледельческих народов, говорящих на языке банту в Центральной и Южной Африке. В процессе расселения банту они наверняка должны были столкнуться с сопротивлением защищавших свои земли более ранних обитателей этого региона. Вероятно, немалую их часть составляли носители койсанских языков, которые в основном были оттеснены в неплодородные земли юго-западной Африки, не подходившие для интенсивного земледелия и потому бесполезные для банту. К потомкам добантуского населения Африки относятся также пигмеи, которые в настоящее время в основном перешли на языки банту. Миграция была вызвана переходом бантуязычных народов на новый технологический уровень, заключающийся в освоении земледелия и керамики.
Взрывообразный рост числа носителей двух независимых линий гаплогруппы E1b1a1a1-M180 (V43), которая преобладает у бантуговорящих племён, произошёл примерно 5 тыс. лет назад в Африке южнее Сахары. Увеличение численности носителей митохондриальной гаплогруппы L3 в Центральной Африке ок. 4—3 тыс. л. н. соответствует расширению банту.

## Прародина
В вопросе о прародине банту наиболее распространена основывающаяся на лингвистических соображениях точка зрения Дж. Гринберга, согласно которой народы банту изначально были расселены на востоке нынешней Нигерии и в Камеруне (долина реки Бенуэ).

## Первоначальное расселение
Миграция началась около 2000 года до нашей эры. Одной из основных целей миграции стали Великие Африканские озёра, где мигранты вытеснили местных жителей, которые считаются предками народа тва: племена охотников-собирателей, первых жителей региона. Расширение банту было относительно быстрым, достигнув юга Африки примерно на 1,8 тыс. лет назад.
Относительно того, кем были мигрировавшие племена, есть две теории. Согласно первой из них, «первой волной мигрантов» были хуту или их предки, а тутси представляют собой пришедшие позже племена завоевателей с севера, из района притоков Нила. Таким образом, последние принадлежат к иной подрасе негроидной расы, нежели хуту, в пользу чего говорит и тот факт, что хуту — земледельцы, а тутси — скотоводы. Согласно другой теории, племена, являющиеся предками хуту и тутси, прибывали в земли Великих Африканских озёр с юга одновременно и постепенно, небольшими группами, а позже слились в единый народ. Таким образом, исходя из этой теории, все сложившиеся между хуту и тутси различия являются не расовыми, а лишь классовыми, связанными с тем, что вторые стали править первыми. В целом же этот вопрос остаётся крайне дискуссионным; в научном сообществе достаточно давно не существует единого мнения на этот счёт. Так или иначе, уже к XVIII—XIX векам обе основные племенные группы страны говорили на одном языке из группы банту, носили одинаковые имена и вступали в брак друг с другом.
Ряд исследователей полагает, что банту расселялись в первую очередь вдоль западного берега континента, по западной границе тропических лесов, а меньшая по размеру группа отправилась на восток по северному краю лесов, а затем повернула на юг. Западная группа сформировала своеобразное «ядро» в низовьях Конго, миграции из которого и способствовали заселению саванн и возвышенностей Восточной Африки.
Другая теория предполагает, что северный путь миграции был главенствующим и что достаточно большая группа банту позже переселилась из района Великих Африканских озёр, образовав «конголезское ядро» (или слившись с ним), из которого и происходило заселение Восточной и Южной Африки. В любом случае необходимо различать западную (или северо-западную) или восточную (восточно-центральную) группы, так как именно на это разделение указывают лингвистические данные.

## Причины расселения

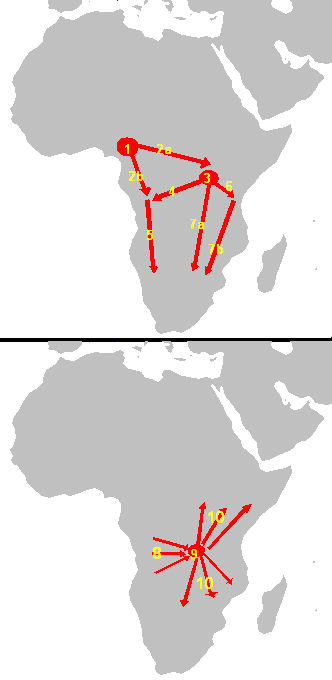
Одна из гипотез о расселении банту:
1 — 3000-1500 гг. до н. э. — прародина банту
2 — 1500 г. до н. э. — начало расселение
2a — расселение восточных банту, 2b — расселение западных банту
3 — 1000—500 гг. до н. э. — Эпоха Уреве
4-7 — дальнейшие миграции на юг
9 — 500-0 гг. до н. э. — Конголезское ядро
10 — 0-1000 гг. н. э. — Последняя фаза расселения

Согласно исследованиям Яна Вансины, сопоставление прабантуской лексики (где отражаются, в частности, земледельческая терминология и лексика, связанная с производством керамики) с археологическими данными о распространении керамики и таких видов сельскохозяйственной деятельности, как производство пальмового масла и выращивание ямса (но не злаков), позволяет определить, что миграция банту из Западной Африки началась после появления земледелия и глиняной посуды в этом регионе. Археологические данные указывают, что это случилось не позднее 3000-2500 г. до н. э., и этим временем обычно и датируют начало миграции банту. После переселения прабанту в степные районы Камеруна их язык обогатился дополнительной земледельческой терминологией, а также лексикой, связанной со скотоводством (в частности, разведением коз и коров), рыболовством и судостроением.

## Хронология расселения
- X век до н. э. — банту достигают территории Великих озёр. В этом районе около 1000 г. до н. э. появляются первые свидетельства о выращивании злаков (сорго), интенсивном скотоводстве, а с 800 г. до н. э . — и обработки металлов, в частности железа (Руанда и Танзания), что отражается в праязыке восточных банту (но не в прабанту). Не исключено, что эти инновации связаны с контактами банту и нило-сахарских народов долины Верхнего Нила, которые достигли этой стадии значительно раньше. Вероятно, именно бантуской была так называемая культура Уреве, относящаяся к железному веку и распространённая в районе восточноафриканских Великих озёр. Интенсивное подсечно-огневое земледелие и необходимость древесного угля для производства железа привели к значительному сокращению площади лесов в этом регионе.
- V веке до н. э. банту достигли низовий Конго. В то время банту еще не знали обработки металлов.
- I в. до н. э. — заселение нынешних Анголы, Малави, Замбии и Зимбабве.
- I век — заселение Мозамбика.
- около V века — проникновение на Мадагаскар.
- VI век — заселение территории востока современной ЮАР.